# 吉爾吉斯旅遊業
縱使吉爾吉斯擁有風景秀麗的山川湖泊，是極具吸引力的旅遊目的地，但由於長年缺乏投資，旅遊業發展十分緩慢。21世紀初，每年平均約有45萬遊客造訪，主要來自前蘇聯國家。2018年，英國背包客協會將吉爾吉斯斯坦評為全球第五大最佳冒險旅遊目的地，並稱該國為「注定會很快被公開」的冒險旅遊秘密。
伊塞克湖和天山都是比較熱門的觀光點。

## 文化景點
吉爾吉斯文化以遊牧傳統為基礎，其歷史可追溯至蒙古部落時代。雖然現代吉爾吉斯人主要居住在房屋或公寓大樓中，但在夏季，仍然可以看到當地人居住在蒙古包中，與他們的羊群、馬匹，有時甚至還有犛牛群一起生活。每個州都有許多蒙古包營地供遊客使用；其中最著名（且偏遠）的蒙古包營地位於塔什拉巴特（Tash Rabat）、納倫市附近的納倫州“石頭屋”以及伊塞克湖畔卡拉科爾市附近的捷基-奥古兹区捷基-奥古兹（“七頭公牛”）山谷。
吉爾吉斯婦女善用毛氈製作各種手工藝品，包括拖鞋、手袋、裝飾板、被稱為「卡爾帕克斯」（Kalpaks）的傳統帽子，以及被稱為「希達克」（Shyrdaks）的彩色地毯。這些地毯尺寸各異，從幾英尺到幾碼長不等。希達克地毯擁有各種傳統圖案；吉爾吉斯人偏好色彩鮮豔的圖案，通常以鮮紅色和綠色為主。在比什凱克可以找到專為外國客戶製作的色彩更為柔和的希達克地毯，價格通常比更“傳統”的地毯略高。納倫州被廣泛認為是吉爾吉斯斯坦最好的希達克地毯製造商的故鄉；那裡有幾家合作社可以專門委託製作。

## 旅遊景點
科普雜誌《國家地理》列出了吉爾吉斯八個值得遊客造訪的荒野之地。
- 阿拉阿爾恰自然公園（英语：Ala-Archa Nature Park），位於比什凱克40公里處，是該國最著名的自然保護區之一。在吉爾吉斯語中，「ala-archa」意為「雜色杜松」——當地人用這種植物來保護房屋免受邪靈侵擾。
- 科爾蘇湖（英语：Köl-Suu），靠近中國邊境高地上的一個湖泊。從納倫出發，開車四小時即可到達，之後步行或騎馬即可。
- 列寧峰，位於吉爾吉斯斯坦與塔吉克斯坦邊境。這座七千公尺高的山峰是吉爾吉斯斯坦最著名的山峰之一。每年都有經驗豐富的登山者試圖征服它。
- 阿爾斯蘭博布（英语：Arslanbob），世界上最大的核桃林之一。早在西元前三世紀就吸引了許多定居者，如今更是吸引來自世界各地的遊客。
- 阿拉科爾湖（英语：Ala-Köl），位於海拔3532公尺的特斯基阿拉圖雪山山脈之中。只能步行前往，而且需要一天以上的時間。
- 塔什拉巴特，建築在絲綢之路上，曾廣被商隊使用的驛站。如今，遊客只需支付少量費用即可抵達這裡。附近有通往湖泊和查特爾庫爾自然保護區的健行步道。
- 斯卡茲卡峽谷，也被稱為童話峽谷，位於伊塞克湖南岸。這座峽谷是數千年來冰雪、水流和風蝕的產物。
- 博孔巴埃沃，伊塞克湖畔的一個傳統小村莊。在這裡，遊客可以觀看獵鳥遊戲，或體驗騎馬的樂趣。

## 外部連結
- Kyrgyzstan on Globetrooper
- The Region Initiative (TRI)
- Mountain Tourism and Sustainability in Kyrgyzstan and Tajikistan: A Research Review